# Краэ, Ханс
Ханс Кра́э (нем. Hans Krahe; 7 февраля 1898 — 25 июня 1965) — немецкий лингвист, специализировавшийся на иллирийских языках.

## Биография
В 1936—1946 гг. был профессором в Вюрцбургском университете, где в 1942 г. основал журнал Archiv für die Gewässernamen Deutschlands. В 1947—1949 гг. работал в Гейдельбергском университете, а с 1949 г. до смерти занимал должность профессора сравнительного языкознания и славистики, а также руководителя семинаров по индологии и славистике в Тюбингенском университете.
В опубликованном в 1949 г. эссе «Топонимы как исторические источники» (нем. Ortsnamen als Geschichtsquelle) Краэ представил анализ гидронимии в качестве источника исторической информации, дав обширный анализ гидронимии Майна в качестве примера. Его утверждение, что лингвистические данные соотносятся с этническими, было критически пересмотрено через несколько десятилетий после смерти Краэ в работах Вальтера Поля и других учёных.

## Основные труды
- Die alten balkanillyrischen geographischen Namen. — Heidelberg, 1925.
- Lexikon altillyrischen Personennamen. — 1929.
- Indogermanische Sprachwissenshaft. — Berlin, 1948.
- Ortsnamen als Geschichtsquelle. — Heidelberg, 1949.
- Die Sprache der Illyrier I. Die Quellen. — 1955. ISBN 3-447-00534-3
- Die messapischen Inschriften und ihre Chronologie
- Die messapischen Personennamen. — Wiesbaden, 1964. ISBN 3-447-00535-1
- Die Strukture der alteuropäischen Hydronomie. — Wiesbaden, 1963.
- Unsere ältesten Flussnamen. — 1964.
- Germanische Sprachwissenschaft. Wortbildungslehre. — Berlin, 1969.